# Britannic (Schiff, 1930)
Die Britannic war ein im Jahr 1930 gebauter Transatlantikliner der britischen Reederei White Star Line, das ab 1934 im Dienst der neugebildeten Cunard-White Star Line stand. Ihr Schwesterschiff war die 1932 in Dienst gestellte Georgic.

## Regelmäßige Liniendienste
- Liverpool – New York
- London – New York

## Schiffsleben

### Vor dem Zweiten Weltkrieg

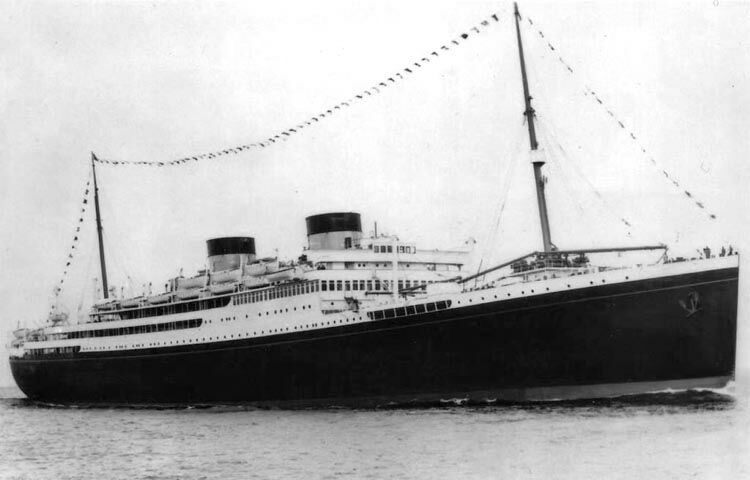
Die Britannic auf ihrer Jungfernfahrt

Den Liniendienst der White Star Line von Liverpool nach New York bestritten in den 1920er Jahren die Adriatic, Baltic, Cedric und Celtic. Diese vier Schiffe wurden jedoch zu Beginn des 20. Jahrhunderts in Dienst gestellt und deshalb fast 30 Jahre alt. Obwohl sie sehr beliebt waren, mussten diese Schiffe ersetzt werden, und die Britannic wurde im April 1928 als erstes Schiff einer neuen Generation in Auftrag gegeben. Als die Celtic im Dezember 1928 bei Queenstown strandete, wurde der Bau beschleunigt. Der Stapellauf erfolgte am 6. August 1929.
Die Probefahrt der Britannic verlief problemlos, ebenso wie die Jungfernreise nach New York ab dem 28. Juni 1930, auf der die Häfen Belfast und Glasgow angelaufen wurden. Eine hohe Geschwindigkeit war nicht erforderlich, denn es handelte sich nicht um einen Expressdienst, aber mit 18 Knoten ließ es sich bequem reisen, und sie hatte noch etwas Geschwindigkeit in Reserve.
Der Nordatlantikdienst wurde nun mit vier Schiffen betrieben, der Britannic sowie mit den Dampfern Baltic, Cedric und Adriatic. In den flauen Wintermonaten gingen sie zumeist auf Kreuzfahrt.
Im Juni 1932 stieß das Schwesterschiff Georgic hinzu und gleichzeitig verschwand die Cedric zum Verschrotten. Etwa ein Jahr später ging die Baltic den gleichen Weg. Von nun an pendelten die beiden neuen Schiffe und die alte Adriatic auf der Nordatlantikroute. Mit dem Zusammenschluss von Cunard und White Star wurde auch die Adriatic außer Dienst gestellt und zum Verschrotten verkauft. Beide Schiffe versahen nun ihren Dienst zusammen mit den Schiffen der Cunard Line. Auch unter Cunard-White-Star-Regie als letzte Anerkennung bis zur Außerdienststellung das Farbenkleid der White Star Line.
1935 wechselten beide nach London als Ausgangshafen, die Britannic lief von hier das erste Mal am 19. April 1935 aus. Sie waren damit die größten Schiffe, die zur damaligen Zeit die Themse befuhren. Bis zum Ausbruch des Krieges bedienten sie die Route London – New York, wobei Le Havre und Southampton angelaufen wurden.

### Kriegsdienst
Angesichts des bevorstehenden Kriegsausbruchs wurde die Britannic am 27. August 1939 nach ihrer Rückkehr aus New York von der Royal Navy requiriert. Das Schiff wurde nach Southampton beordert und für den Transport von Truppen umgerüstet. Ein paar Tage später fuhr das Schiff nach Glasgow, um Offiziere der britischen indischen Armee und Marineoffiziere abzuholen, die dann nach Bombay transportiert wurden. Von hier kehrte das Schiff wieder nach England zurück und nahm seinen kommerziellen Dienst wieder auf.
Am 23. August 1940 wurde die Britannic erneut für den Militärdienst requiriert. Es wurde als Truppentransporter umgebaut und konnte zunächst 3.000 Soldaten aufnehmen, später 5.000. Der Kriegsdienst führte das Schiff auf die verschiedensten Kriegsschauplätze. So brachte sie z. B. amerikanische Truppen ins Mittelmeer für die Sizilien-Invasion. Die wichtigste Aufgabe, die sie in diesem Jahr erfüllte, war aber der Truppentransport über den Atlantik, und allein im Jahre 1944 beförderte sie dort etwa 20.000 Soldaten. Bei Kriegsende hatte sie rd. 180.000 Menschen befördert und dabei eine Strecke von 376.000 Seemeilen zurückgelegt.

### Nach dem Krieg
Nach Kriegsende wurden mit der Britannic Soldaten wieder in ihre Heimat gebracht, und 1947 wurde das Schiff aus dem Marinedienst entlassen. Für eine gründliche Werftüberholung lief sie ihre Bauwerft Harland & Wolff in Belfast an.
Die Wohnräume für die Passagiere und die Besatzung wurden komplett erneuert, und als sie die Werft verließ, war ihr die Verjüngungskur äußerlich kaum anzumerken. Im Inneren des Schiffes war aber fast alles neu.
Sie ging wieder in den Nordatlantikdienst von Liverpool nach New York und nebenbei auf Kreuzfahrt. Die Passagierunterkünfte waren in zwei Kategorien eingeteilt. Sie war weiterhin in den Farben der alten White Star Line angestrichen. Das war eine noble Geste der Cunard Line, die 1947 die White-Star-Anteile an der Cunard-White Star Line übernommen hatte. Damit war die Britannic das einzige Schiff, das sowohl für die White Star Line als auch die Cunard-White Star Line und die Cunard Line unterwegs war.
Auf ihrer ersten Nachkriegsreise verließ die Britannic am 22. Mai 1948 Liverpool und lief vor New York noch Cobh an. Über zehn Jahre versah sie nun den Nordatlantikdienst, wobei sich die Winterkreuzfahrten immer mehr als gute Einnahmequelle für die Reederei erwiesen.
Am 1. Juni 1950 stieß sie auf dem Ambrose-Kanal beim Auslaufen aus New York mit dem amerikanischen Frachter Pioneer Land zusammen, wobei aber nur geringer Sachschaden entstand. Im Januar 1953 und wieder 1955 unternahm sie ausgedehnte Mittelmeerkreuzfahrten, die jeweils fast zwei Monate dauerten.
Im April 1955 brach in einem Laderaum der Britannic ein Feuer aus, bei dem über sechs Stunden hinweg neben zahlreichem Gepäck und 550 Postsäcken auch vier Autos zerstört wurden.
Gegen Ende der fünfziger Jahre allerdings fingen die Maschinen an, Probleme zu bereiten. Die Britannic besaß noch immer ihre ersten Dieselmotoren, die inzwischen veraltet waren. Das lange Leben dieser Dieselmotoren spricht aber für ihre gute Bauart, denn es gab mit ihnen niemals größere Schwierigkeiten. Im Mai 1960 beendete das Schiff zudem eine Atlantiküberquerung in westlicher Richtung mit einer gerissenen Kurbelwelle, weshalb es seinen Dienst erst am 7. Juli wieder aufnehmen konnte.
Am 15. August 1960 gab die Cunard Line den Abzug der Britannic zum Jahresende bekannt. Die Britannic war 30 Jahre alt, als sie ihre letzte Reise von New York am 4. Dezember 1960 in Liverpool beendete. Sie wurde außer Dienst gestellt, verließ am 16. Dezember den Mersey und wurde anschließend in Inverkeithing abgewrackt, wo sie am 19. Dezember eintraf.